# Ніббіола
Ніббіола (італ. Nibbiola, п'єм. Nibiola) — муніципалітет в Італії, у регіоні П'ємонт,  провінція Новара.
Ніббіола розташована на відстані близько 500 км на північний захід від Рима, 85 км на північний схід від Турина, 11 км на південний схід від Новари.
Населення — 771 особа (2014).

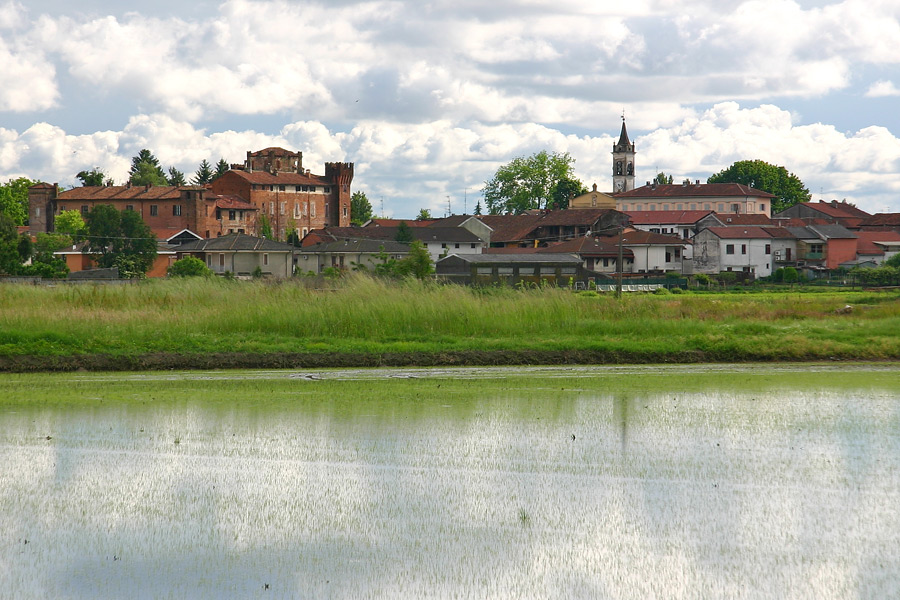

Щорічний фестиваль відбувається 25 листопада. Покровитель — Santa Caterina.

## Демографія
Населення за роками:

Станом на 1 січня 2023 року в муніципалітеті офіційно проживали 23 іноземці з 10 країн, серед них 4 громадяни країн Євросоюзу та 3 громадяни України.

## Сусідні муніципалітети
- Гарбанья-Новарезе
- Граноццо-кон-Монтічелло
- Новара
- Тердобб'яте
- Весполате